# Scotolathys simplex
Scotolathys simplex là một loài nhện trong họ Dictynidae. Chúng được Eugène Simon miêu tả năm 1884.